# Ко то тамо пева
Ко то тамо пева је српски филм снимљен 1980. године у режији Слободана Шијана, према сценарију Душана Ковачевића. Главне улоге тумаче Павле Вуисић, Драган Николић, Данило Бата Стојковић, Александар Берчек, Неда Арнерић и Миливоје Томић. Радња прати групу путника који путују аутобусом до Београда 1941. године, током последњих дана Краљевине Југославије, непосредно пред почетак Априлског рата.

## Радња
Дотрајалим аутобусом фирме „Крстић и син”, за Београд креће група путника. Свако од њих има неодложне разлоге да што пре стигне у престоницу. Пролеће је 1941. Дан уочи немачког напада на Југославију. Аутобус креће из забити.
Због непредвиђених околности путовање ће се одужити, иако је полазна станица од Београда удаљена свега стотинак километара. На путу, путници се свађају и сукобљавају због рата у Европи. Наговештај будуће катастрофе се наслућује. Стари, растурени аутобус са својим необичним и помало откаченим путницима комична је слика једне епохе у распадању, крај једног света који ће нестати у пламену и експлозији.
И поред почетне нетрпељивости, путници се на крају уједињују, из чега ће произићи отворено насиље над два Рома музиканта.

## Улоге
| Глумац                | Улога                                                        |
| --------------------- | ------------------------------------------------------------ |
| Павле Вуисић          | Кондуктер Крстић                                             |
| Драган Николић        | Шлагер певач                                                 |
| Данило Бата Стојковић | Брка                                                         |
| Александар Берчек     | Мишко Крстић, кондуктеров син                                |
| Неда Арнерић          | Млада                                                        |
| Миливоје Томић        | Алекса Симић, бивши војник другог пешадијског гвозденог пука |
| Ташко Начић           | Ловац                                                        |
| Боро Стјепановић      | Ћелави                                                       |
| Славко Штимац         | Младожења                                                    |
| Миодраг Костић        | Старији музикант                                             |
| Ненад Костић          | Млађи музикант                                               |
| Бора Тодоровић        | Ожалошћени                                                   |
| Слободан Алигрудић    | Поручник                                                     |
| Петар Лупа            | Поп                                                          |
| Љубомир Ћипранић      | Каплар Рајковић                                              |
| Станојло Милинковић   | Орач                                                         |
| Милован Тасић         | Орачев син који буши гуму                                    |
| Ђенадија Рогић        | Старица у црној одећи                                        |

## Занимљивости
- Душан Ковачевић је о инспирацији за сценарио рекао:[2]

Овај филм је инспирисан истинитим догађајем јер је заиста историјска чињеница да је тај аутобус долазио тог дана и да су његови путници били сличних судбина, решени да стигну у Београд.
- Већи део филма сниман је у Делиблатској пешчари.[3] Према Шијану, глумци су се окупљали испред цркве Св. Марка у Београду и минибусима одлазили на локације за снимање.
- Богдан Диклић због рада у позоришту није могао да прихвати улогу Мишка.[4]
- Љубиша Самарџић је одбио једну улогу у овом филму, наводно певача, коју је у последњем тренутку прихватио Драган Николић.[3][5]
- Једну од највећих мистерија представља лик старе жене која седи на крају аутобуса. Постоје велике несугласице у вези са тим да ли је њено присуство спонтано или симболично. Наиме, према појединим аналитичарима, њена појава симболише надолазећу смрт, о чему сведочи и чињеница да је она тек спорадично присутна, да није део радње, те да је у аутобусу од пре прве станице.[3] Ипак, у једном разговору са студентима Факултета драмских уметности, редитељ Слободан Шијан је индиректно одбацио ове тврдње, објашњавајући да је желео да сцена садржи лика коме не мора нарочито да се посвети (као свим осталим ликовима), те је њено спорадично "одсуство" приписао лошем осветљењу.[3] У истом разговору, Шијан је истакао да је за ову "улогу" ангажована обична старица Ђенадија Рогић (1896—1991) из села између Београда и Делиблатске пешчаре.[3]
- Загребачка група Азра је снимила песму која носи назив „Тко то тамо пјева” на албуму Филигрански плочници.[6]
- Југословенска кинотека је у сарадњи са компанијом Вип мобајл и Центар филмом израдила рестаурисану верзију овог филмског класика. Рестаурисана верзија је премијерно приказана 14. децембра 2017. године у сали Југословенске кинотеке.
- Током снимања филма Бата Стојковић је имао проблем са ронилачким оделом које је почело у неком тренутку да га стеже и гуши, брзом реакцијом Павла Вуисића све се добро завршило.[7]

## Плакат
Плакат за филм израдио је загребачки дизајнер Мирко Илић на позив Слободана Шијана. Након 26 година, Шијан је овим речима прокоментарисао плакат:
Виталност лошег укуса не треба потцењивати. Као пример дозволите ми лично искуство — постер за филм „Ко то тамо пева“. Сада већ далеке 1980. године, позвао сам младог дизајнера из Загреба, Мирка Илића, да направи постер за филм, што је он и урадио — направио је модеран плакат који и данас изгледа моћно. На приказивању овог филма у Француској, годину дана касније, директорка фестивала узбуђено ми је истргла плакат из руку, и касније ми је послала разгледницу постера, урамљеног, како виси на зиду у њеној дневној соби. Међутим, продуценти филма никада нису били задовољни овим модерним дизајнерским решењем, и двадесет година касније, док су припремали DVD издање овог филма, коначно су изгурали своје „геџованско“ решење дизајна омота. Без обзира на чињеницу да им је филм, умотан у Илићев дизајн, донео невиђену количину новца, нису могли да се смире све док нису изразили свој кичерски сензибилитет и поделили га с публиком. Да, истрајност лошег укуса и лошег дизајна у нашем окружењу не треба потцењивати.— 20px, in Слободан Шијан, говор на отварању изложбе Грифон, Београд, 29. мај 2006., 20п

## Награде
- Пула: Златна арена за епизодну улогу – Александар Берчек, Златан венац часописа „Студио“ – Слободан Шијан, награда часописа „Младост“ – Слободан Шијан
- Врњачка Бања: Прва награда - Душан Ковачевић, Златна значка – Александар Берчек
- Ниш: „Цар Константин“ – Александар Берчек, Златна клапа – Александар Берчек
- Кан: Награда публике
- Монтреал: Гран при
- Панама: Гран при
- Саламанка: Гран при
- Ротердам: Гран при
- Вевеј: Специјално признање жирија
- Манхајм: Награда католичког жирија

## Међународни фестивали
- Кан[9]
- Чикаго
- Каиро
- Даблин
- Вител
- Ла Рошел
- Истанбул
- Портланд
- Монпеље
- Париз

## Културно добро
Југословенска кинотека је, у складу са својим овлашћењима на основу Закона о културним добрима, 28. децембра 2016. године прогласила сто српских играних филмова (1911−1999) за културно добро од великог значаја. На тој листи се налази и филм Ко то тамо пева.